# فاطمه دختر احمر
فاطمه دختر محمد پسر احمر (عربی: فاطمة بنت الأحمر) (۶۵۹ تا ۷۴۹ق) (۱۲۶۱ – ۲۶ فوریه ۱۳۴۹) شاه‌زاده‌ای از دودمان نصریان در امارت گرانادا (غرناطه)، آخرین دولت مسلمان در شبه‌جزیره ایبری بود. او دختر سلطان محمد دوم و متخصص در مطالعه برنامَج (شرح حال کتاب‌شناختی علمای اسلامی) بود. فاطمه با پسرعموی پدرش و متحد مورد اعتماد او، ابوسعید فرج، ازدواج کرد. پسرشان، اسماعیل اول، پس از برکناری ناصر، برادر ناتنی فاطمه، به سلطنت رسید.
او در حکومت پسرش نقش داشت اما به‌ویژه در دوران فرمان‌روایی نوه‌هایش، محمد چهارم و یوسف اول، که هر دو در سنین کم به سلطنت رسیدند و تحت سرپرستی او قرار گرفتند، به‌طور فعال در سیاست مشارکت داشت. ابن‌خطیب، تاریخ‌نگار غرناطه‌ای، در رثای او چنین نوشت: «او در زمانهٔ خویش بی‌همتا بود / همچون شب قدر که بر تمامی شب‌ها برتری دارد». مورخ معاصر، ماریا خسوس روبیرا ماتا، نقش او را با ماریا دِ مولینا (María de Molina)، هم‌عصرش که نایب‌السلطنهٔ پادشاهان کاستیل بود، مقایسه کرده است. برایان ای. کتلاس، استاد دانشگاه، بقای دودمان نصریان و موفقیت نهایی آن را تا حدی مرهون «بینش و استواری» فاطمه دانسته است.

## پس زمینه

نقشه ای از امارت غرناطه که شهرهای خرد و کلان آن را نشان می‌دهد.

امارت غرناطه آخرین دولت مسلمان باقی‌مانده در شبه‌جزیره ایبری بود که در دهه ۱۲۳۰ میلادی توسط محمد اول، پدربزرگ فاطمه، بنیان گذاشته شد. این امارت در تمام دوران خود تحت حکومت دودمان نصریان (بنو نصر یا بنو الأحمر) قرار داشت
غرناطه با ترکیبی از دیپلماسی و مانورهای نظامی توانست استقلال خود را حفظ کند، با وجود اینکه در میان دو همسایه قدرتمند قرار داشت: تاج کاستیل مسیحی در شمال و سلطنت مسلمان مرینیان در مراکش. این امارت گاه با یکی از این قدرت‌ها متحد می‌شد و گاه وارد جنگ با آنان می‌گشت یا آنان را به جنگ با یکدیگر ترغیب می‌کرد تا از سلطهٔ هر یک بر خود جلوگیری کند.
در بیشتر موارد، منابع تاریخی نشان نمی‌دهد که زنان به‌طور آشکار در سیاست امارت غرناطه مشارکت داشته باشند. ابن خطیب (۱۳۱۳–۱۳۷۴)، شاعر، تاریخ‌نگار و سیاست‌مدار برجستهٔ غرناطه که با بسیاری از زنان خاندان سلطنتی آشنا بود و بخش زیادی از اطلاعات تاریخی دربارهٔ فاطمه از او به جا مانده است، در رسالهٔ سیاسی خود مقامة فی السیاسة نوشت که زنان نباید در ادارهٔ امور دولتی نقش داشته باشند و نقش آنان باید به «زمینی که فرزندان در آن پرورش می‌یابند، گل‌های معطر روح، و پناهی برای آرامی دل» محدود شود.
بااین‌حال، در عمل، گاهی زنان در فعالیت‌های سیاسی، به‌ویژه در پشت پرده، نقش ایفا می‌کردند. به دلیل مرگ‌های زودهنگام سلاطین، چه بر اثر ترور و چه در میدان نبرد، و گاه به سلطنت رسیدن شاهان خردسال، زنان گاهی مسئول حفظ منافع خانواده‌هایشان، دفاع از حقوق وراثتی فرزندانشان و انجام امور دیپلماتیک با پادشاهی‌های همسایه بودند.

## زندگی‌نامه

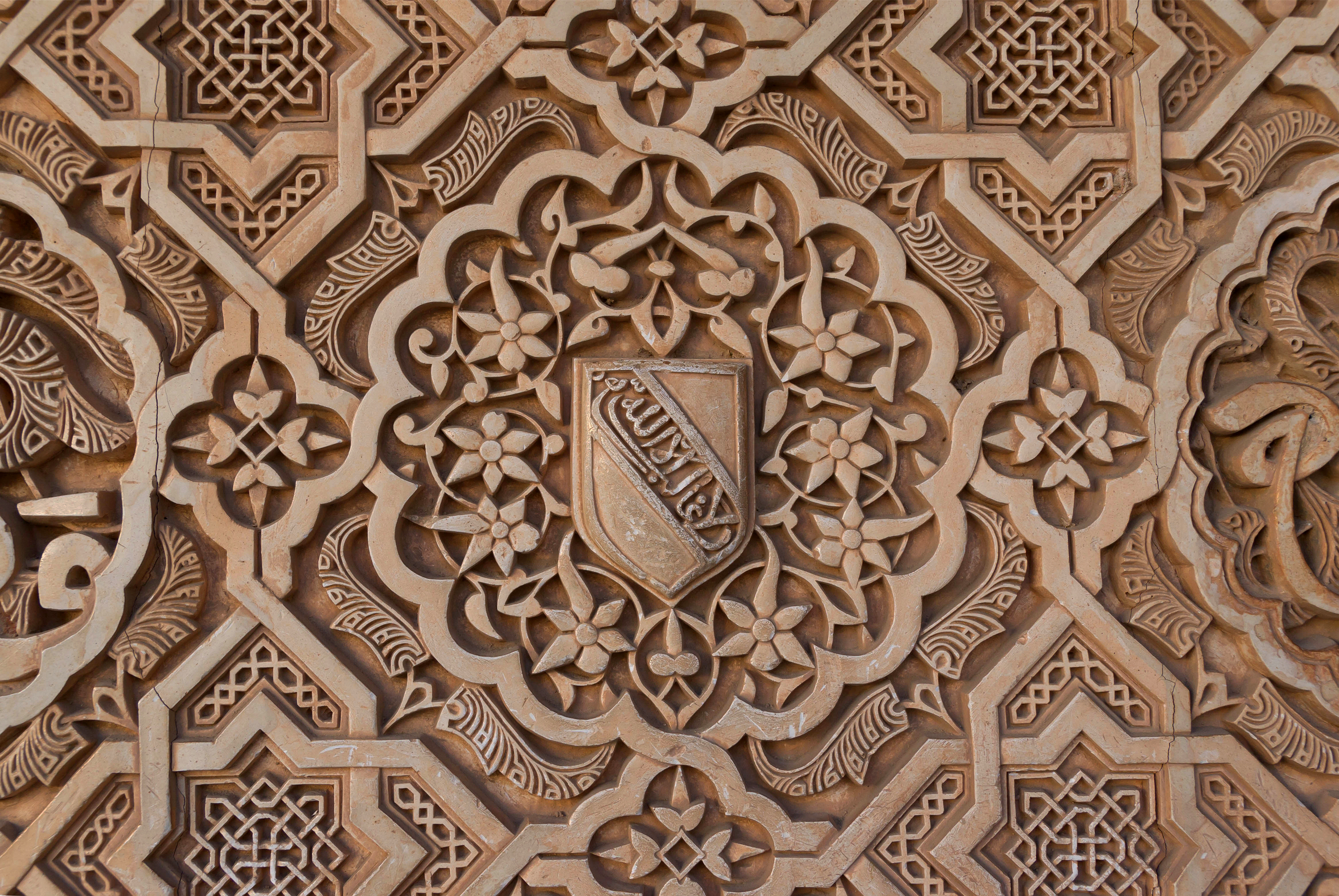
جزئیاتی از نشان سلطنتی امارت غرناطه که بر دیوارهای کاخ الحمراء حک شده است، جایی که فاطمه احتمالاً در آن آموزش دیده بود.

### اوایل زندگی
فاطمه در سال ۶۵۹ هجری قمری (۱۲۶۱ میلادی) در دوران حکومت پدربزرگش، محمد یکم، متولد شد. پدرش، محمد دوم، ولی‌عهد بود و مادرش، نزهة، دخترعموی پدرش محسوب می‌شد. او یک برادر داشت (متولد ۱۲۵۷) که بعدها به محمد سوم معروف شد و یک برادر ناتنی به نام نصر داشت که مادرش، شمس‌الضحی، همسر دوم پدرش و زنی مسیحی بود.
پدرش، محمد، به دلیل دانش و تحصیلات گسترده‌اش و علاقه به دانشمندان، از جمله پزشکان، منجمان، فلاسفه و شاعران، به «فقیه» معروف بود. او فرزندانش را به فعالیت‌های علمی تشویق می‌کرد. فاطمه در مطالعهٔ برنامج، که زندگی‌نامه‌های کتاب‌شناختی دانشمندان اسلامی بود، به تخصص رسید، در حالی که برادرانش، محمد و نصر، به ترتیب به مطالعهٔ شعر و نجوم پرداختند. مانند برادرانش، احتمالاً او نیز تحصیلات خود را به‌صورت خصوصی در کاخ سلطنتی الحمراء دریافت کرده بود.

### ازدواج با ابوسعید فرج
پدر فاطمه، محمد دوم، پس از درگذشت محمد یکم در سال ۱۲۷۳ به تخت سلطنت رسید. او فاطمه را به ازدواج ابوسعید فرج بن اسماعیل، پسرعمو و مشاور بانفوذ خود درآورد. ابوسعید (متولد ۱۲۴۸) فرزند اسماعیل (درگذشتهٔ ۱۲۵۷)، برادر محمد یکم و والی مالاگا بود. پس از درگذشت اسماعیل، محمد یکم فرج خردسال را به دربار آورد، جایی که او با محمد دوم دوستی نزدیکی پیدا کرد.
تاریخ این ازدواج در اثر ناشناس الذخیره الثانیه به سال ۶۶۴قمری (۱۲۶۵/۱۲۶۶م)، پیش از به سلطنت رسیدن محمد دوم ذکر شده است، اما مورخ معاصر، ماریا خِسوس روبیِرا ماتا، صحت این تاریخ را زیر سؤال می‌برد: فاطمه در آن زمان هنوز کودک بوده و علاوه بر این، متن مذکور عروس را دختر محمد یکم معرفی می‌کند (در حالی که فاطمه نوهٔ او بود) و داماد را پسرعموی او می‌خواند (در حالی که ابوسعید برادرزادهٔ محمد یکم بود). روبیرا ماتا پیشنهاد می‌کند که تاریخ درست ازدواج باید نزدیک به زمان تولد نخستین فرزند زوج، اسماعیل، در ۳ مارس ۱۲۷۹ باشد.
در سال ۱۲۷۹، پس از بازپس‌گیری مالاگا که پیش‌تر تحت کنترل بنی‌اشقیلول شورش کرده بود، محمد دوم ابوسعید را به‌عنوان والی این شهر منصوب کرد، مقامی که پیش‌تر پدرش، اسماعیل، بر عهده داشت. ابوسعید در ۱۱ فوریه راهی مالاگا شد، در حالی که فاطمه احتمالاً به دلیل نزدیکی بارداری‌اش در الحمراء ماند. بعدها، فاطمه به مالاگا نقل مکان کرد و ضمن رسیدگی به فرزندانش، به مطالعهٔ برنامج پرداخت. او پسری کوچکتر به نام محمد داشت (تاریخ تولد او نامشخص است) که خود صاحب چهار پسر به نام‌های یوسف، فرج، محمد و اسماعیل شد. تمامی این فرزندان بعدها امارت را ترک کرده و به شمال آفریقا مهاجرت کردند.

### سلطنت محمد سوم و نصر
محمد سوم پس از درگذشت پدرش در سال ۱۳۰۲ به تخت نشست؛ فاطمه ظاهراً رابطهٔ خوبی با برادرش داشت و همسرش نیز در تمام دوران حکومت او والی مالاگا باقی ماند. محمد سوم در سال ۱۳۰۹ با وقوع یک انقلاب درباری در گرانادا سرنگون شد و نصر جای او را گرفت. برخلاف محمد سوم، فاطمه و همسرش رابطهٔ خوبی با برادر ناتنی‌اشان نداشتند. با افزایش نارضایتی از حکومت نصر، فاطمه با جناح‌هایی که قصد سرنگونی او را داشتند، متحد شد.
در سال ۱۳۱۱، همسرش ابوسعید شورشی را به راه انداخت و قصد داشت پسرشان، اسماعیل، را بر تخت بنشاند. این قیام به نام اسماعیل اعلام شد، زیرا او به‌عنوان نوهٔ محمد دوم از مشروعیت بیشتری نسبت به پدرش برخوردار بود. نیروهای شورشی موفق شدند سپاه سلطان را در نبرد شکست دهند، اما نصر، با وجود از دست دادن اسبش، توانست به گرانادا عقب‌نشینی کند. ابوسعید پایتخت را محاصره کرد، اما برای ادامهٔ طولانی‌مدت نبرد تدارکات کافی نداشت. هنگامی که دریافت نصر با فردیناند چهارم، پادشاه کاستیل، متحد شده است، به‌ناچار با سلطان صلح کرد و توانست منصب خود را به‌عنوان والی مالاگا حفظ کند، هرچند که ناچار به پرداخت خراج به نصر شد.
با ترس از انتقام سلطان، ابوسعید با مرینیان وارد مذاکره شد و توافق کرد که مالاگا را واگذار کند و در ازای آن، منصب والیگری سلا در شمال آفریقا را دریافت کند. هنگامی که این خبر به گوش مردم مالاگا رسید، آن را خیانت تلقی کردند، علیه او شوریدند و اسماعیل را به‌جای او به حکومت برگزیدند.
مدتی بعد، اسماعیل که به فرار احتمالی ابوسعید از مالاگا مظنون شده بود، او را در کارتاما زندانی کرد و سپس به سالوبرینیا منتقل نمود، جایی که در سال ۱۳۲۰م درگذشت.
پس از تسلط پسرش بر شهر، فاطمه به او در مهندسی قیامی دیگر علیه نصر یاری رساند. او برای این منظور، از عثمان بن ابی العلاء، رئیس سربازان داوطلب مغربی و یکی از متحدان قدیمی ابوسعید، و همچنین از جناح‌های مختلف در پایتخت کمک گرفت. با حرکت اسماعیل به سوی گرانادا، سپاه او گسترش یافت و ساکنان پایتخت دروازه‌های شهر را به روی او گشودند. نصر که در الحمراء محاصره شده بود، به ناچار از سلطنت کناره‌گیری کرد و به گوادیکس عقب‌نشینی نمود.
اسماعیل در فوریهٔ ۱۳۱۴ بر تخت نشست و فاطمه به‌عنوان ملکه مادر وارد دربار شد. با وجود اختلافات میان اسماعیل و پدرش، فاطمه رابطهٔ خوبی با پسرش داشت و در مقاطع مختلفی از زندگی‌نامهٔ سلطان، که ابن الخطیب نگاشته، از او یاد شده است. فاطمه در امور سیاسی به اسماعیل کمک می‌کرد و به گفتهٔ روبیرا ماتا، «در این زمینه، به‌اندازهٔ همسرش از ویژگی‌های برجسته‌ای برخوردار بود.»
هنگامی که اسماعیل در سال ۱۳۲۵ بر اثر حملهٔ مرگبار یکی از بستگانش زخمی شد، او را به کاخ مادرش منتقل کردند، جایی که در نهایت تسلیم جراحاتش شد.

### "مادربزرگ سلطان"
تا زمان مرگ اسماعیل، فاطمه به یکی از چهره‌های بسیار تأثیرگذار در دربار تبدیل شده بود و در تضمین جانشینی نوه‌اش، محمد چهارم، پسر اسماعیل، نقش داشت. از آنجا که محمد تنها ده سال داشت، فاطمه همراه با قیم او، ابونعیم رضوان، به‌عنوان آموزگار و نوعی نایب‌السلطنه برای سلطان جوان عمل کرده و به‌طور فعال در امور حکومت مشارکت داشتند.
ابن الخطیب در این دوره از او با عنوان «جدّة السلطان» (مادربزرگ سلطان) یاد کرده است. به گفتهٔ مورخ باربارا بولویس گایاردو، این دوره، اوج فعالیت‌های سیاسی فاطمه بود. در سال ۱۳۲۸، ترور وزیر محمد بن محروق به فرمان محمد چهارم درحالی صورت گرفت که او، مطابق معمول، در کاخ فاطمه مشغول بحث دربارهٔ امور امارت بود. بولویس گایاردو گمان می‌کند که فاطمه ممکن است در طراحی یا هدایت این ترور نقش داشته باشد.
محمد چهارم در سال ۱۳۳۳ ترور شد و به جای او برادر ۱۵ ساله‌اش، یوسف اول، بر تخت نشست. فاطمه دوباره به‌عنوان آموزگار و نایب‌السلطنه برای نوه‌اش، که هنوز به‌عنوان یک نوجوان در نظر گرفته می‌شد و اختیاراتش محدود به «انتخاب غذا از سفره‌اش» بود، عمل کرد.
به گفتهٔ روبیرا ماتا، احتمالاً فاطمه در ساخت و سازهای یوسف اول در الحمراء، مجموعه کاخ و قلعه سلطنتی گرانادا، تأثیرگذار بوده است، اما بولویس گایاردو معتقد است که هیچ شواهدی از این تأثیر وجود ندارد. فاطمه در ۲۶ فوریه ۱۳۴۹ (۷ ذوالحجه ۷۴۹ هجری قمری)، در دوران حکومت یوسف اول، در سن بیش از ۹۰ سالگی در تقویم هجری قمری درگذشت و در قبرستان سلطنتی (روضة) ال‌همبرا به خاک سپرده شد.

## تاثیرات و میراث
شاعر، تاریخ‌نگار و دولتمرد ابن‌خطیب یک مرثیه ۴۱ بیتی برای درگذشت فاطمه سرود که تنها مرثیه‌ای است که تاکنون برای یک شاهزاده‌ خانم از دودمان نصر نوشته شده است. در این مرثیه، او نوشت: «او تنها بود، بر زنان زمان خود پیشی گرفت / مانند شب قدر که بر همه شب‌ها برتری دارد.» او هم‌چنین فاطمه را چنین ستایش کرد: 
"او بخشنده‌ترین بخشنده‌های سلطنت، مروارید بزرگ و مرکزی گردن‌بند دودمان، افتخار حرم‌سرا، اشتیاق عزت و احترام، پیونددهنده رعایای خود، حامی شاهان و یادآور زنده حق میراث خاندان سلطنتی بود." 
پس از درگذشت فاطمه، حکومت گرانادا تحت رهبری یوسف اول ادامه یافت و پس از او پسرش محمد پنجم به سلطنت رسید. در دوران حکومت آنان، گرانادا به اوج خود رسید. تاریخ‌نگار برایان ای. کاتلوس موفقیت نهایی دودمان را تا حدی به «بینش و پایداری» فاطمه نسبت داده است، به ویژه در دوران پرآشوب حکومت برادران، پسر و نوه‌هایش، که با قتل‌های سیاسی و سلطنت شاهان جوان همراه بود. به لطف نسب فاطمه، اسماعیل و نسل‌های او مشروعیت یافتند، حتی اگر آنان از نسل پسران محمد اول نبودند. به سلطنت رسیدن اسماعیل نخستین نمونه از انتقال سلطنت از طریق خط مادری بود، که بار دیگر در سال ۱۴۳۲ با به سلطنت رسیدن یوسف چهارم تکرار شد. حکومت نسل‌های فاطمه آغازگر دوره‌ای بود که مورخان آن را «دودمان نصری اسماعیلی» می‌نامند، شاخه‌ای از دودمان که از سلطنت‌های پیشین جدا بود. تاریخ‌نگار ماریا خیسوس روبیرا ماتا سرپرستی و تعلیم نوه‌های فاطمه را به عنوان مقایسه‌ای با دوران معاصر ماریا د مولینا، که همچنین نقش مرکزی در سیاست به عنوان نایب‌السلطنه پسرش فرناندو چهارم (۱۲۹۵–۱۳۰۱) و نوه‌اش آلفونسو یازدهم (۱۳۱۲–۱۳۲۱) داشت، مطرح کرده است.

## در داستان
فاطمه دختر احمر شخصیت اصلی سری رمان‌های تاریخی "سلطانه" نوشته‌ی لیزا یارد است. 